# 數字政策辦公室
數字政策辦公室（簡稱：數字辦）是香港特別行政區政府在2024年7月25日設立的資訊科技管理部門，由原來的政府資訊科技總監辦公室與效率促進辦公室合併而成，隸屬於創新科技及工業局。

## 作用
數字辦負責制訂數據治理及資訊科技管理政策，制定和實施數字經濟和智慧城市發展政策。
部門首長為「數字政策專員」，由政府資訊科技總監職級出任，屬於首長級薪級第6點的單一職級職系公務員職位。

## 歷史
行政長官李家超在《2023年的施政報告》中提出要加快數字政府建設，推動政府服務數碼化，善用人工智能推動數字經濟，並加強粵港澳大灣區數據融合，成立「數字灣區」。
為整合政府資訊科技資源，推動數據開放，協調政府各部門推出更多數碼服務，第六屆特區政府將創新科技及工業局轄下的政府資訊科技總監辦公室與效率促進辦公室合併，成立新的數字政策辦公室。
原來的政府資訊科技總監出任「數字政策專員」，效率促進組專員則出任「副數字政策專員」。

## 歷任專員
數字政策專員
（職級：政府資訊科技總監）
- 黃志光（2024年7月— ）

## 歷任副專員
副數字政策專員（數字政府）
（職級：首長級乙一級政務官）
- 蘇貝茜（2024年7月—2025年7月 ）
- 成韻楨  (2025年7月)(署理)

副數字政策專員（數據治理）
（職級：效率促進組副專員）
- 麥之駒（2024年7月— ）

副數字政策專員（數字基建）
（職級：資訊科技署副署長）
- 張宜偉（2024年7月— ）

## 另見
- 智慧城市
- 電子政務
- 1823聯絡中心
- 安心出行
- 智方便
- 一網通辦
- 澳門公共服務一戶通